# Hussein Dokmak
Hussein Dokmak (arabisch حسين دقماق, DMG Ḥusayn Duqmāq; * 13. Dezember 1982; † 13. Juni 2007 in Beirut) war ein libanesischer Fußballspieler. Der Abwehrspieler war von 1997 bis zu seinem Tod beim libanesischen Traditionsverein Nejmeh Club und trug die Rückennummer 3.
Dokmak konnte mit Nejmeh zahlreiche nationale Titel erringen, zuletzt wurde er 2004 und 2005 Meister.
Er war verheiratet und hatte zwei Töchter.
Dokmak war einer der Zivilisten, die beim Autobomben-Anschlag auf Walid Eido ums Leben kamen. Er und sein 19-jähriger Teamgefährte Hussein Neim waren in Dokmaks Auto auf dem Weg vom Fußballtraining nach Hause, als die Bombe ihr Fahrzeug ebenfalls zerriss.